# 布里蒂库普
布里蒂库普是巴西马拉尼昂州的一个市镇。总面积2544.975平方公里，总人口57510人，人口密度22.6人/平方公里。